# Клод I дьо Гиз
Клод I Лотарингски (на френски: Claude de Lorraine; * 20 октомври 1496, Конде, Лотарингия; † 12 април 1550, Жоанвил, Шампан) – граф д'Омал (1508), титулярен граф дьо Гиз (1508 – 1520), граф дьо Гиз (1527), барон д’Елбьоф, дьо Майен и дьо Жоанвил (1508), 1-ви херцог дьо Гиз (1528), пер на Франция (1528). Френски военен деятел и основател на Дом Гиз.

## Живот
Син е на Рене II (1451 – 1508), 1-ви херцог на Лотарингия, и Филипа Хелдернска (1467 – 1547).
Клод се ражда в Лотарингия и е възпитаван в двора на краля на Франция. През 1506 година крал Луи XII „му предоставя права на френско гражданство“, впоследствие противниците на Гизите използват този факт за названието на техния дом като чуждестранен. Действително, херцозите на Лотарингия, владеещи погранични земи, са едновременно васали и на краля на Франция, и на императора на Свещената Римска империя.
През 1525 година Франсоа I го изпраща да защитава източните граници на кралството, с което Клод Гиз се справя успешно с помощта на своя по-голям брат Антон II, херцог на Лотарингия. Охраната на източната граница не позволява на Гиз да участва в битката при Павия (1525), завършила с катастрофа и пленяване на краля на Франция.
След връщането си от плен Франсоа I от благодарност за неговото мъжество и лоялност, въздига владенията на Гиз в херцогство-перство (1528).
Наследник на Клод е големият му син Франсоа I дьо Гиз (24 февруари 1519 – 18 февруари 1563), 2-ри херцог дьо Гиз, глава на католиците.

## Фамилия
∞ на 9 юни 1513 с Антоанета дьо Бурбон-Вандом (1493 – 1583), дъщеря на Франсоа дьо Бурбон, граф Вандом, и Мария Люксембургска, графиня дьо Сен-Пол. Имат 12 деца:
- Мария (* 22 ноември 1515, † 11 юни 1560), ∞ 1. от 1534 с Луи, херцог дьо Лонгвил († 1537), ∞ 2. от 1538 с Яков V (* 10 април 1512, † 14 декември 1542), крал на Шотландия
- Франсоа I дьо Гиз (* 24 февруари 1519, † 18 февруари 1563), 2-ри херцог дьо Гиз, глава на католиците, генерал-лейтенант на Франция
- Луиза (* 1520, † 1542)
- Рене (* 1522, † 1602)
- Шарл (* 17 февруари 1524, † 26 декември 1574), кардинал Лотарингски, архиепископ на Реймс, епископ на Мец
- Клод II (* 18 август 1526, † 3 март 1573), херцог д’Омал
- Луи (* 21 октомври 1527, † 29 юли 1578), кардинал дьо Гиз, архиепископ на Санс
- Филип (* 1529, † 1529)
- Пиер (* 1530, † юни 1530)
- Антоанета (* 1531, † 1561)
- Франсоа (* 1534, † 1563)
- Рене II (* 14 август 1536, † 14 декември 1566), барон, след това маркиз д’Елбьоф